# Arator
Arator fue un poeta e historiador cristiano de la primera mitad del siglo VI, natural de Liguria, en el noroeste de Italia. Su obra más conocida es De actibus Apostolorum, una historia en verso de los apóstoles.

## Biografía
Poco se sabe sobre él. Algo se nos da en las Variae de Cassiodoro y en las obras de Ennodio, aparte de en las suyas propias. Según Casiodoro era de origen ligur, y vivió en la primera mitad del siglo VI. También nos dice que su padre era un hombre muy culto (egregie litteris eruditus), quizá maestro de retórica, y se preocupó de ilustrar a su hijo; lastimosamente, murió y, siendo huérfano Arator, fue acogido en Milán donde estudió bajo el patrocinio del arzobispo Lorenzo / Laurentius I (que lo fue de 490 a 511) y del obispo de Pavía Magnus Felix Ennodius; luego fue a Rávena por consejo de Parthenius, el sobrino de Ennodio, y estudió allí en la escuela de Deuterius. Parece ser que fue especialmente amigo de Ennodio, ya que este le dedicó dos poemas (Carm. II, 105; II, 114). Ejerció después como abogado. Tuvo además un puesto influyente en la corte del ostrogodo Atalarico, quien lo nombró comes domesticorum y comes privatorum.
Tratado con distinción por el monarca ostrogodo Teodorico por su discurso en defensa de la embajada de los dálmatas, quizá en 526 (con non communibus verbis, sed torrenti eloquentiae flumine), y protegido por Casiodoro, entró al servicio de la corte de este nuevo rey, pero la abandonó cuando empezó la guerra contra Bizancio (hacia 536), ya que le disgustaba el arrianismo de los ostrogodos. Entonces el papa Vigilio lo ordenó subdiácono de la Iglesia de Roma, y fue allí donde escribió en 2500 hexámetros latinos dos libros (1.076 y 1.250 hexametros respectivamente) De actibus Apostolorum, también llamados a veces Historia apostolica alrededor del año 544. Se abre con dos proemios en dísticos dirigidos al abad Florianus (12 dísticos) y al papa Vigilio (15); se cierra con una epístola métrica final (51 dísticos) dirigida a Partenio. Sigue la historia incluida en el libro de los Hechos de los Apóstoles del Nuevo Testamento; el primer libro, dedicado a San Pedro, concluye en el capítulo XII; el segundo, dedicado a San Pablo, termina con el martirio de ambos apóstoles. Se omiten muchos eventos importantes y otros solo se mencionan. Su intento, como el anterior de Juvenco, era crear una epopeya cristiana que pudiese compararse a la pagana, para excusar la pobre y sencilla prosa de los Evangelios. Da mucho espacio, a imitación de su predecesor Celio Sedulio, a la interpretación alegórica y moral de los hechos expresados sucintamente, así como, en algunos casos, a la mística de los números. En esencia, el poema encaja más decisivamente en la vertiente didáctica que en la épica, lo que explica los tres comentarios anónimos que se hicieron a esta obra entre los siglos IX y X, y un cuarto obra de Arius Barbosa, en el siglo XIII. El propio Arator declaró que su objetivo era ofrecer solo el significado místico y moral del libro. En consecuencia, a menudo brinda extrañas interpretaciones sobre números y nombres. Por otra parte, se esfuerza en alabar a San Pedro a expensas de San Pablo y de los demás apóstoles.
Su estilo y versificación son bastante correctos, salvo ciertas excentricidades de la prosodia, pero está lleno de interpretaciones místicas y alegóricas y digresiones prolijas. Hay además cuantiosas reminiscencias de Virgilio, Lucano, Estacio y otros autores sagrados y profanos. El poema alcanzó un gran éxito. El papa Vigilio hizo que el autor leyera su obra en público en la iglesia de San Pedro ad Vincula de Roma. La lectura duró cuatro días entre el 13 de abril y el 1 de junio de 544 d. C., pues tuvo que repetir muchos pasajes por petición expresa de su audiencia.
Sus obras siguieron siendo populares durante la Edad Media, cuando se convirtieron en clásicos cristianos y fueron comentadas, por lo que se han conservado al menos 130 copias manuscritas, divididas en dos ramas en la edición de McKinlay. Hubo traducciones al inglés (1987 y 2020), al portugués (2010) y al francés (2017). Se desconoce la fecha de fallecimiento del poeta.
Su obra se encuentra en la Patrología Latina de Migne, LXVIII, 63-252. Reimprime la edición de Arntzenius (H. J. Arntzen, Zutphiae, 1769).

## Ediciones
- Arator Subdiaconus, De actibus apostolorum libri II, cum tribus epistolis. Ed. H. J. Arntzen, Zütphen 1769 (= MPL 68)
- Arator Subdiaconus, De actibus apostolorum libri II. Ed. A. Hübner, Neisse 1850
- Arator Subdiaconus, Historia apostolica. Ed. G. L. Perugi, Venezia 1909
- Arator Subdiaconus, De actibus apostolorum (CSEL 72) ed. A. P. McKinlay, Wien 1951
- Arator's On the Acts of the Apostles (De Actibus Apostolorum) Classics in Religious Studies, 6. Ed. R. J. Schrader/J. L. Roberts III/J. F. Makowski, Atlanta (Ga.) 1987
- Arator Subdiaconus, Historia apostolica (CCSL 130-130A). Ed. A. P. Orbán, Turnhout: Brepols 2006
- Versión electrónica: Ulrich Harsch, 2009.